# Josef Bürckel
Josef Bürckel, né le 30 mars 1895 à Lingenfeld et mort le 28 septembre 1944 à Neustadt an der Weinstraße est un homme politique du régime nazi, membre du Reichstag et Gauleiter du Gau Westmark.

## Un enseignant allemand
Formé à l'école normale (Lehrseminar) de Spire, il exerce comme instituteur puis directeur d'école de 1916 à 1930. Il quitte ses fonctions quand il est élu député au Reichstag en 1930. Josef Bürckel a adhéré une première fois au parti nazi en 1921 (adhérent n°33 979). Le NSDAP est interdit en 1923 après l'échec du putsch de Munich. Le parti est refondé en 1925, et Josef Bürckel devient un membre actif des sections du parti en Sarre et au Palatinat. Il est nommé Gauleiter de la région Rhin-Palatinat le 13 mars 1926, poste qu'il occupe jusqu'en 1935.

## Gauleiter de la Sarre et de l'Autriche
Depuis janvier 1933, il devient le représentant officieux du NSDAP en Sarre (Karl Brück est le Gauleiter officiel depuis 1933). Il s'implique fortement dans la campagne pour le rattachement de la Sarre au Reich.
Le 1er mars 1935, suite au succès du plébiscite sarrois, Josef Bürckel est désigné comme commissaire du Reich chargé de la réintégration du Land de Sarre. Parallèlement, il devient Gauleiter du NSDAP pour le Gau Westmark.
Le 13 mars 1938, Joseph Bürckel est nommé responsable de la propagande pour le référendum au sujet de l'Anschluss de l'Autriche avec l'Allemagne. Du 23 avril 1938 au 31 mars 1940, il exerce la fonction de commissaire du Troisième Reich pour la réunion de l'Autriche au Reich, chargé de son intégration politique, économique et culturelle. Bürckel occupe également le poste de Gauleiter de Vienne. Il est nommé Reichsstatthalter (gouverneur du Reich) pour l'Ostmark du 30 janvier 1939 au 7 août 1940. Il promulgue alors des décrets antisémites, visant à la saisie des biens appartenant aux Juifs.

## Gauleiter du Reichsgau Westmark
En mai 1939, il accompagne Hitler dans une tournée d'inspection de la ligne Siegfried en Sarre, qui fait face à la ligne Maginot en Moselle.
Ayant repris sa fonction de Gauleiter du NSDAP en Sarre-Palatinat, Joseph Bürckel devient responsable de l'administration civile allemande en Moselle, après l'annexion de fait du département au Reich le 7 août 1940. Dès le 10 novembre 1940, alors qu'aucun traité n'a été signé entre la France et l'Allemagne pour décider du sort de la Moselle, il fait placarder une affiche où on peut lire : 
« Vous connaissez tous la tâche que le Führer m'a confiée. Cette province-ci doit être allemande à tout jamais (…). On va accomplir ici la même action que nous avons déjà vue s'accomplir au Tyrol méridional, en Volhynie et en Bessarabie. De même que le Reich a rapatrié ses enfants allemands, de même la France va rapatrier tous ceux qui se sont confessés « Français ». Cette décision nous la respectons. C'est la décision des hommes de caractère qui tirent les conséquences nécessaires de leurs convictions nationales. Tout devra s'accomplir dans des conditions dignes de ces Français. Je me suis donc mis en relation avec le gouvernement français pour que : 1- les rapatriements puissent s'effectuer en bon ordre et que 2- les familles rapatriées n'éprouvent en aucune façon des pertes de fortune. ».
En mars 1941, il devient gouverneur du Reichsgau Westmark, qui comprend le Palatinat, la Sarre et la Moselle. Son chef-lieu est Sarrebruck. Bürckel réside la plupart du temps à Neustadt an der Weinstraße, dans le Palatinat.
Le 20 septembre 1940, Bürckel fait son entrée solennelle à Metz et se fait remettre les clés de la cité par le dernier maire allemand de la ville en 1918, Roger Foret. Le 1er janvier 1942, il obtient le grade de SS-Obergruppenführer. Dans son journal, tenu clandestinement en français pendant l'occupation de fait, l'Alsacien Marie-Joseph Bopp écrit le 30 août 1943 :

« J'ai eu la visite d'un Lorrain. Il me dit que, depuis que leur Gauleiter Bürckel a perdu son fils, il a complètement changé d'attitude. Maintenant il laisse aller les choses, il ne se sert plus du camp de concentration ou du Volksgericht. Pour ceux qui aident les soldats prisonniers à passer la frontière, le taux de la condamnation est fixé à huit jours de prison. Chez nous, c'est la mort ! De nombreux Lorrains traversent encore sans grande peine la frontière. »

En 1944, Joseph Bürckel est décoré de l'ordre allemand (Deutscher Orden), la plus haute distinction décernée par le parti nazi, pour services rendus au Reich.

## La fin
Josef Bürckel est mort officiellement de pneumonie le 28 septembre 1944. Toutefois, l'hypothèse crédible d'un suicide est avancée. Physiquement épuisé, il a perdu la confiance de Hitler en raison de la retraite précipitée de l'administration nazie de Metz le 31 août 1944 alors que les Américains sont sur la rive gauche de la Moselle. L'administration doit revenir à Metz le 2 septembre 1944 sur ordre exprès de Hitler et la ville est déclarée place forte (Festung Metz). Les Américains n'entrent à Metz, défendue par sa ceinture de forts, que le 21 novembre 1944. Bürckel n'est remplacé officiellement que durant le janvier 1945 par Willi Stöhr, détaché auprès de lui par Martin Bormann le 9 septembre 1944 pour assurer la construction de lignes de défense par des Mosellans réquisitionnés comme terrassiers.